# Liga Sudamericana de Clubes 2012
La Liga Sudamericana de Clubes 2012, fue la decimoséptima edición del segundo torneo más importante de básquetbol a nivel de clubes en Sudamérica organizado por la ABASU. El torneo fue disputadó con la participación de equipos provenientes de ocho países: Argentina, Bolivia, Brasil, Chile, Ecuador Perú, Uruguay y Venezuela.

## Equipos participantes
| País                   | Equipo                                                                             | Vía de clasificación |
| ---------------------- | ---------------------------------------------------------------------------------- | --- |
| Argentina 3 cupos + CV | Obras Sanitarias Peñarol de Mar del Plata Regatas Corrientes Libertad de Sunchales | Campeón de la Liga Sudamericana de Clubes 2011 Campeón de la Liga Nacional de Básquet 2011/12 3.º en la LNB 2011/12 4.º en la LNB 2011/12 |
| Bolivia 1 cupos        | Club Amistad                                                                       | Campeón de la Liga Superior de Baloncesto Boliviano 2011                                                                                  |
| Brasil 4 cupos         | UniCEUB São José Basketball Esporte Clube Pinheiros Flamengo                       | Campeón del Novo Basquete Brasil Subcampeón del NBB 3.° en la NBB 4.º en el NBB                                                           |
| Chile 1 cupo           | Deportes Castro                                                                    | Campeón de la Liga Nacional 2011-12 |
| Ecuador 1 cupo         | Club Deportivo Mavort                                                              | Campeón de la Liga Ecuatoriana de Baloncesto 2011                                                                                         |
| Perú 1 cupo            | Club El Bosque                                                                     | Campeón de la Liga Nacional de Baloncesto del Perú                                                                                        |
| Uruguay 2 cupos        | Hebraica y Macabi Club Malvín                                                      | Campeón de la Liga Uruguaya de Básquetbol 2011/12 Subcampeón de la Liga Uruguaya de Básquetbol 2011/12                                    |
| Venezuela 2 cupos      | Centauros de Apure Tiburones de Vargas                                             | Campeón de la Liga Nacional de Baloncesto 2011 Subcampeón de la Liga Nacional de Baloncesto 2011                                          |

CV: campeón vigente o campeón defensor.

## Ronda preliminar
La fase de grupos comenzara a disputarse el 9 de octubre y concluirá el 1 de noviembre. Cabe destacar que los dos primeros clasificados de cada grupo pasarán a una siguiente ronda en la que se disputarán dos cuadrangulares semifinales y, posteriormente, los dos primeros de cada una de esas etapas jugarán el Final Four.

### Grupo A - Ibarra, Ecuador
| Pos. | Equipo                  | Pts | PJ | PG | PP | PF  | PC  | Dif |
| ---- | ----------------------- | --- | -- | -- | -- | --- | --- | --- |
| 1.   | Obras Sanitarias        | 5   | 3  | 2  | 1  | 281 | 262 | +19 |
| 2.   | Esporte Clube Pinheiros | 5   | 3  | 2  | 1  | 251 | 242 | +9  |
| 3.   | Centauros de Apure      | 5   | 3  | 2  | 1  | 255 | 250 | +5  |
| 4.   | Club Deportivo Mavort   | 3   | 3  | 0  | 3  | 237 | 270 | -33 |

Los horarios corresponde al huso horario de Ibarra, UTC -5.
| 9 de octubre, 18:10 | Pinheiros                                                     | 81–88                | Obras Sanitarias                                                  |                                     |  |
|                     | Parciales: 16–24, 18–10, 16–31, 31–23                         |                      |                                                                   |                                     |  |
|                     | Estadísticas Paulo Boracini 26 Rafael Ferreira 7 Lucas Dias 4 | Reporte Pts Reb Asts | Estadísticas 32 Martin Osimani 14 Juan Gutiérrez 4 Martin Osimani | Pabellón: Luis Leoro Franco, Ibarra |  |

| 9 de octubre, 20:25 | Mavort                                                       | 73–84                | Centauros                                                                      |                                     |  |
|                     | Parciales: 22–14, 15–17, 22–23, 15–30                        |                      |                                                                                |                                     |  |
|                     | Estadísticas Elys Guzman 28 Hiram Dangelo 9 Raul Cardenas 10 | Reporte Pts Reb Asts | Estadísticas 20 Clarence Matthews III 11 Clarence Matthews III 6 Jesus Centeno | Pabellón: Luis Leoro Franco, Ibarra |  |

| 10 de octubre, 18:10 | Centauros                                                                     | 90–89                | Obras Sanitarias                                                 |                                     |  |
|                      | Parciales: 17–20, 18–12, 21–24, 17–16                                         |                      |                                                                  |                                     |  |
|                      | Estadísticas Clarence Matthews III 24 Clarence Matthews III 8 Jesus Centeno 4 | Reporte Pts Reb Asts | Estadísticas 25 Juan Gutiérrez 8 Martin Osimani 9 Martin Osimani | Pabellón: Luis Leoro Franco, Ibarra |  |

| 10 de octubre, 20:25 | Pinheiros                                                           | 82–73                | Mavort                                                            |                                     |  |
|                      | Parciales: 23–15, 16–18, 25–24, 18–16                               |                      |                                                                   |                                     |  |
|                      | Estadísticas Paulo Boracini 24 Rafael Ferreira 11 Rafael Ferreira 7 | Reporte Pts Reb Asts | Estadísticas 22 Christopher Sloan 14 Hiram Fuller 2 Raul Cardenas | Pabellón: Luis Leoro Franco, Ibarra |  |

| 11 de octubre, 18:10 | Centauros                                                                  | 81–88                | Pinheiros                                                          |                                     |  |
|                      | Parciales:' 20–28, 22–17, 24–17, 15–26                                     |                      |                                                                    |                                     |  |
|                      | Estadísticas Nestor Colmenares 18 Nestor Colmenares 11 Nestor Colmenares 4 | Reporte Pts Reb Asts | Estadísticas 34 Paulo Boracini 10 Rafael Ferreira 5 Paulo Boracini | Pabellón: Luis Leoro Franco, Ibarra |  |

| 11 de octubre, 20:25 | Mavort                                                            | 91–104               | Obras Sanitarias                                               |                                     |  |
|                      | Parciales: 16–19, 21–30, 23–30, 31–25                             |                      |                                                                |                                     |  |
|                      | Estadísticas Christopher Sloan 27 Hiram Fuller 11 Raul Cardenas 5 | Reporte Pts Reb Asts | Estadísticas 17 Martin Osimani 6 Pablo Espinoza 9 Pedro Barral | Pabellón: Luis Leoro Franco, Ibarra |  |

### Grupo B - Brasilia, Brasil
| Pos. | Equipo             | Pts | PJ | PG | PP | PF  | PC  | Dif  |
| ---- | ------------------ | --- | -- | -- | -- | --- | --- | ---- |
| 1.   | Regatas Corrientes | 6   | 3  | 3  | 0  | 301 | 230 | +71  |
| 2.   | UniCEUB            | 5   | 3  | 2  | 1  | 327 | 251 | +76  |
| 3.   | Club Malvín        | 4   | 3  | 1  | 2  | 243 | 264 | -21  |
| 4.   | Club Amistad       | 3   | 3  | 0  | 3  | 204 | 330 | -126 |

Los horarios corresponde al huso horario de Brasilia, UTC -3.
| 16 de octubre, 19:10 | Malvin                                                            | 79–87                | Regatas Corrientes                                                  |                                   |  |
|                      | Parciales: 19–24, 15–21, 23–24, 22–18                             |                      |                                                                     |                                   |  |
|                      | Estadísticas Bruno Fitipaldo 19 Anthony Miles 9 Bruno Fitipaldo 7 | Reporte Pts Reb Asts | Estadísticas 16 Dartona Washam 6 Miguel Gerlero 5 Alfredo Quinteros | Pabellón: Nilsen Nelson, Brasilia |  |

| 16 de octubre, 21:20 | UniCEUB                                                                             | 128–75               | Amistad                                                      |                                   |  |
|                      | Parciales: 30–14, 30–12, 37–33, 31–16                                               |                      |                                                              |                                   |  |
|                      | Estadísticas Guilherme Giovannoni 21 Guilherme Giovannoni 15 Welington Dos Santos 8 | Reporte Pts Reb Asts | Estadísticas 18 Quentin Smith 12 Quentin Smith 4 Gene Myvett | Pabellón: Nilsen Nelson, Brasilia |  |

| 17 de octubre, 19:10 | Regatas Corrientes                                                  | 121–60               | Amistad                                                   |                                   |  |
|                      | Parciales: 25–15, 36–9, 23–16, 37–20                                |                      |                                                           |                                   |  |
|                      | Estadísticas Miguel Gerlero 24 Pedro Calderon 13 Nicolas Brussino 9 | Reporte Pts Reb Asts | Estadísticas 17 Gene Myvett 8 Quentin Smith 4 Gene Myvett | Pabellón: Nilsen Nelson, Brasilia |  |

| 17 de octubre, 21:20 | Malvin                                                          | 83–108               | UniCEUB                                                                            |                                   |  |
|                      | Parciales: 15–25, 18–27, 25–32, 25–24                           |                      |                                                                                    |                                   |  |
|                      | Estadísticas Reque Newsome 16 Anthony Miles 7 Bruno Fitipaldo 9 | Reporte Pts Reb Asts | Estadísticas 22 Guilherme Giovannoni 5 Welington Dos Santos 9 Welington Dos Santos | Pabellón: Nilsen Nelson, Brasilia |  |

| 18 de octubre, 19:10 | Amistad                                                       | 69–81        | Malvin                                                                   |                                   |  |
|                      | Parciales: 23–16, 13–17, 16–24, 17–24                         |              |                                                                          |                                   |  |
|                      | Estadísticas Quentin Smith 19 Ivan Mc Farlin 11 Gene Myvett 5 | Pts Reb Asts | Estadísticas 20 Alexander Galindo 12 Fernando Martinez 5 Joaquin Osimani | Pabellón: Nilsen Nelson, Brasilia |  |

| 18 de octubre, 21:20 | UniCEUB                                                                    | 91–93                | Regatas Corrientes                                                   |                                   |  |
|                      | Parciales: 33–22, 21–22, 10–22, 27–27                                      |                      |                                                                      |                                   |  |
|                      | Estadísticas Guilherme Giovannoni 24 Alex Ribeiro 7 Welington Dos Santos 6 | Reporte Pts Reb Asts | Estadísticas 23 Dartona Washam 10 Nicolas Romano 11 Enrique Martinez | Pabellón: Nilsen Nelson, Brasilia |  |

### Grupo C - Mar del Plata, Argentina
| Pos. | Equipo                   | Pts | PJ | PG | PP | PF  | PC  | Dif |
| ---- | ------------------------ | --- | -- | -- | -- | --- | --- | --- |
| 1.   | Peñarol de Mar del Plata | 6   | 3  | 3  | 0  | 228 | 198 | +30 |
| 2.   | Flamengo                 | 5   | 3  | 2  | 1  | 248 | 216 | +32 |
| 3.   | Deportes Castro          | 4   | 3  | 1  | 2  | 231 | 269 | -38 |
| 4.   | Hebraica y Macabi        | 3   | 3  | 0  | 3  | 200 | 224 | -24 |

Los horarios corresponde al huso horario de Mar del Plata, UTC -3.
| 23 de octubre, 19:15 | Hebraica Macabi                                                    | 67–75                | Flamengo                                                           |                                        |  |
|                      | Parciales: 19–24, 15–21, 23–24, 22–18                              |                      |                                                                    |                                        |  |
|                      | Estadísticas Walter Baxley 19 Hatila De Souza 15 Gustavo Barrera 4 | Reporte Pts Reb Asts | Estadísticas 22 Marcus Vieira 11 Caio Silveira 4 Marcelo Magalhães | Pabellón: Islas Malvinas, Mar de Plata |  |

| 23 de octubre, 21:30 | Peñarol                                                                 | 86–75                | Deportes Castro                                                        |                                        |  |
|                      | Parciales: 25–19, 20–12, 23–23, 18–21                                   |                      |                                                                        |                                        |  |
|                      | Estadísticas Facundo Campazzo 19 David Teague III 11 Facundo Campazzo 4 | Reporte Pts Reb Asts | Estadísticas 22 Gonzalo Velásquez 8 Willie Richard 5 Gonzalo Velásquez | Pabellón: Islas Malvinas, Mar de Plata |  |

| 24 de octubre, 19:15 | Deportes Castro                                                     | 72–101               | Flamengo                                                                                      |                                        |  |
|                      | Parciales: 13–19, 20–35, 21–24, 18–23                               |                      |                                                                                               |                                        |  |
|                      | Estadísticas Gonzalo Velásquez 17 Zaronn Cann 4 Gonzalo Velásquez 3 | Reporte Pts Reb Asts | Estadísticas 25 Carlos Rodrigues Do Nacimento 7 Carlos Rodrigues Do Nacimento 5 Marcus Vieira | Pabellón: Islas Malvinas, Mar de Plata |  |

| 24 de octubre, 21:30 | Hebraica Macabi                                                         | 51–65                | Peñarol                                                             |                                        |  |
|                      | Parciales: 10–20, 12–15, 12–13, 17–17                                   |                      |                                                                     |                                        |  |
|                      | Estadísticas Joaquin Izuibejeres 13 Hatila De Souza 13 Luciano Parodi 4 | Reporte Pts Reb Asts | Estadísticas 16 David Teague III 11 Martin Leiva 7 Facundo Campazzo | Pabellón: Islas Malvinas, Mar de Plata |  |

| 25 de octubre, 19:15 | Deportes Castro                                                  | 84–82                | Hebraica Macabi                                                   |                                        |  |
|                      | Parciales: 24–14, 13–28, 22–19, 25–21                            |                      |                                                                   |                                        |  |
|                      | Estadísticas Gonzalo Velásquez 20 Camron Clay 10 Rodrigo Muñoz 7 | Reporte Pts Reb Asts | Estadísticas 44 Walter Baxley 9 Hatila De Souza 5 Luciando Parodi | Pabellón: Islas Malvinas, Mar de Plata |  |

| 25 de octubre, 21:30 | Peñarol                                                           | 77–72                | Flamengo                                                   |                                        |  |
|                      | Parciales: 19–20, 11–20, (47–32), –                               |                      |                                                            |                                        |  |
|                      | Estadísticas Leonardo Gutiérrez 22 Martin Leiva 9 Matías Ibarra 7 | Reporte Pts Reb Asts | Estadísticas 22 Vítor Alves 10 Caio Silveira 3 Thad Mensah | Pabellón: Islas Malvinas, Mar de Plata |  |

### Grupo D - Vargas, Venezuela
| Pos. | Equipo                | Pts | PJ | PG | PP | PF  | PC  | Dif |
| ---- | --------------------- | --- | -- | -- | -- | --- | --- | --- |
| 1.   | Libertad de Sunchales | 6   | 3  | 3  | 0  | 282 | 230 | +52 |
| 2.   | Tiburones de Vargas   | 5   | 3  | 2  | 1  | 288 | 259 | +29 |
| 3.   | São José Basketball   | 4   | 3  | 1  | 2  | 244 | 230 | +14 |
| 4.   | Club El Bosque        | 3   | 3  | 0  | 3  | 199 | 294 | -95 |

|  |                                                              |
|  | Clasificados a semifinales y a la Liga de las Américas 2013. |

Los horarios corresponde al huso horario de Vargas, UTC -4.
| 1 de noviembre, 17:40 | Sao Jose                                                       | 71–84                | Libertad                                                               |                                                   |  |
|                       | Parciales: 19–24, 9–17, 19–18, 24–25                           |                      |                                                                        |                                                   |  |
|                       | Estadísticas Álvaro Calvo 22 Murilo Becker 9 Fulvio Chiantia 6 | Reporte Pts Reb Asts | Estadísticas 17 William Graves IV 8 William Graves IV 4 Alberto Treise | Pabellón: Polideportivo José María Vargas, Vargas |  |

| 1 de noviembre, 19:50 | Tiburones de Vargas                                               | 108–74               | El Bosque                                                    |                                                   |  |
|                       | Parciales: 22–17, 26–14, 29–17, 31–26                             |                      |                                                              |                                                   |  |
|                       | Estadísticas Jackson Zapata 27 Windi Graterol 10 Yonaiker Ecker 6 | Reporte Pts Reb Asts | Estadísticas 25 Darnell Evans 7 Roque Osorio 4 Manuel Chavez | Pabellón: Polideportivo José María Vargas, Vargas |  |

| 2 de noviembre, 17:40 | Libertad                                                        | 95–67                | El Bosque                                                     |                                                   |  |
|                       | Parciales: 19–14, 30–17, 23–18, 23–18                           |                      |                                                               |                                                   |  |
|                       | Estadísticas Juan Fernández 26 Jamaal Levy 9 Joaquin Jordana 12 | Reporte Pts Reb Asts | Estadísticas 24 Darnell Evans 12 Manuel Chavez 3 Miguel Rojas | Pabellón: Polideportivo José María Vargas, Vargas |  |

| 2 de noviembre, 19:50 | Sao Jose                                                       | 82–88        | Tiburones de Vargas                                                   |                                                   |  |
|                       | Parciales: 14–16, 20–28, 25–25, 23–19                          |              |                                                                       |                                                   |  |
|                       | Estadísticas Álvaro Calvo 21 Murilo Becker 7 Fulvio Chiantia 7 | Pts Reb Asts | Estadísticas 25 Rafael Guevara 10 Kenneth Cooper Jr. 4 Rafael Guevara | Pabellón: Polideportivo José María Vargas, Vargas |  |

| 3 de noviembre, 17:40 | El Bosque                                                     | 58–91                | Sao Jose                                                           |                                                   |  |
|                       | Parciales: 8–16, 12–27, 10–26, 28–22                          |                      |                                                                    |                                                   |  |
|                       | Estadísticas Darnell Evans 21 Roque Osorio 12 Darnell Evans 5 | Reporte Pts Reb Asts | Estadísticas 24 Deivisson Costa 14 Álvaro Calvo 11 Fulvio Chiantia | Pabellón: Polideportivo José María Vargas, Vargas |  |

| 3 de noviembre, 19:50 | Tiburones de Vargas                                            | 92–103               | Libertad                                                  |                                                   |  |
|                       | Parciales: 12–28, 29–21, 24–21, 27–33                          |                      |                                                           |                                                   |  |
|                       | Estadísticas Angel Suero 23 Windi Graterol 10 Rafael Guevara 5 | Reporte Pts Reb Asts | Estadísticas 20 Diego Garcia 12 Jamaal Levy 7 Jamaal Levy | Pabellón: Polideportivo José María Vargas, Vargas |  |

## Semifinales

### Grupo E - Río de Janeiro; Brasil
| Pos. | Equipo                  | Pts | PJ | PG | PP | PF  | PC  | Dif |
| ---- | ----------------------- | --- | -- | -- | -- | --- | --- | --- |
| 1.   | Flamengo                | 6   | 3  | 3  | 0  | 300 | 246 | +54 |
| 2.   | UniCEUB                 | 5   | 3  | 2  | 1  | 288 | 259 | +29 |
| 3.   | Esporte Clube Pinheiros | 4   | 3  | 1  | 2  | 271 | 275 | -4  |
| 4.   | Tiburones de Vargas     | 3   | 3  | 0  | 3  | 245 | 312 | -67 |

| 27 de noviembre | Flamengo                                                                                               | 92–82                                 | UniCEUB                                                                                  |                                                                          |  |
| 20:00           | Parciales: 24-26, 19-21, 24-17, 25-18                                                                  | Parciales: 24-26, 19-21, 24-17, 25-18 | Parciales: 24-26, 19-21, 24-17, 25-18                                                    |                                                                          |  |
|                 | Estadísticas Carlos Alexandre Rodrigue (22) Carlos Alexandre Rodriguez (10) Marcus Vinicius Vieira (6) | boxscore Pts Reb Asts                 | Estadísticas Arthur Luiz Silva (20) Marcio Santos Cipriano (11) Welington Dos Santos (5) | Pabellón: Estadio do Flamengo Río de Janeiro Televisión: DirecTV Sports. |  |

| 27 de noviembre | Esporte Clube Pinheiros                                                                     | 108–82                                | Tiburones de Vargas                                                             |                                                                          |  |
| 22:10           | Parciales: 22-19, 35-19, 29-17, 22-24                                                       | Parciales: 22-19, 35-19, 29-17, 22-24 | Parciales: 22-19, 35-19, 29-17, 22-24                                           |                                                                          |  |
|                 | Estadísticas Joseph Troy Smith (23) Rafael Ferreira De Souza (13) Paulo Hector Boracini (9) | boxscore Pts Reb Asts                 | Estadísticas Manuel Alejandro Barrios (20) Axiers Sucre (11) Yonaiker Ecker (6) | Pabellón: Estadio do Flamengo Río de Janeiro Televisión: DirecTV Sports. |  |

| 28 de noviembre | Tiburones de Vargas                                                         | 79–103                                | UniCEUB                                                                                 |                                                                          |  |
| 20:00           | Parciales: 17-34, 23-24, 22-29, 17-16                                       | Parciales: 17-34, 23-24, 22-29, 17-16 | Parciales: 17-34, 23-24, 22-29, 17-16                                                   |                                                                          |  |
|                 | Estadísticas Axiers Sucre (23) Axiers Sucre (12) Yumerving Mijares Luna (4) | boxscore Pts Reb Asts                 | Estadísticas Arthur Luiz Silva (26) Alirio Alvez De Souza (12) Alex Ribeiro Garcia (12) | Pabellón: Estadio do Flamengo Río de Janeiro Televisión: DirecTV Sports. |  |

| 28 de noviembre | Flamengo                                                                                              | 107–77                                | Esporte Clube Pinheiros                                                                    |                                                                          |  |
| 22:10           | Parciales: 24-24, 26-18, 29-16, 28-19                                                                 | Parciales: 24-24, 26-18, 29-16, 28-19 | Parciales: 24-24, 26-18, 29-16, 28-19                                                      |                                                                          |  |
|                 | Estadísticas Marcus Vinicius Vieira (19) Carlos Alexandre Rodriguez (7) George Torres Homem Chaia (4) | boxscore Pts Reb Asts                 | Estadísticas Paulo Hector Boracini (25) Guillermo Araujo Capello (6) Joseph Troy Smith (2) | Pabellón: Estadio do Flamengo Río de Janeiro Televisión: DirecTV Sports. |  |

| 29 de noviembre | Flamengo                                                                                              | 101–87                                                                  | Tiburones de Vargas                                                             |                                                                          |  |
| 20:00           | Parciales: 28-20, 20-19, 29-24, 24-24                                                                 | Parciales: 28-20, 20-19, 29-24, 24-24                                   | Parciales: 28-20, 20-19, 29-24, 24-24                                           |                                                                          |  |
|                 | Estadísticas Carlos Alexandre Rodriguez (20) Caio Aparecido Silveira Torres (11) Thad Kojo Mensah (5) | [www.fibaamericas.com/lsb/box.asp?g=E&n=5&r=9246 boxscore] Pts Reb Asts | Estadísticas Manuel Alejandro Barrios (26) Axiers Sucre (10) Yonaiker Ecker (8) | Pabellón: Estadio do Flamengo Río de Janeiro Televisión: DirecTV Sports. |  |

| 29 de noviembre | Esporte Clube Pinheiros                                                                           | 86–89                                 | UniCEUB                                                                                 |                                                                          |  |
| 22:10           | Parciales: 29-23, 15-21, 26-24, 16-21                                                             | Parciales: 29-23, 15-21, 26-24, 16-21 | Parciales: 29-23, 15-21, 26-24, 16-21                                                   |                                                                          |  |
|                 | Estadísticas Rafael Ferreira De Souza (25) Rafael Ferreira De Souza (9) Paulo Hector Boracini (4) | boxscore Pts Reb Asts                 | Estadísticas Alex Ribeiro Garcia (29) Guilherme Giovannoni (9) Welington Dos Santos (8) | Pabellón: Estadio do Flamengo Río de Janeiro Televisión: DirecTV Sports. |  |

### Grupo F - Buenos Aires; Argentina
| Pos. | Equipo                   | Pts | PJ | PG | PP | PF  | PC  | Dif |
| ---- | ------------------------ | --- | -- | -- | -- | --- | --- | --- |
| 1.   | Peñarol de Mar del Plata | 5   | 3  | 2  | 1  | 239 | 221 | +18 |
| 2.   | Regatas Corrientes       | 5   | 3  | 2  | 1  | 253 | 249 | +4  |
| 3.   | Obras Sanitarias         | 4   | 3  | 1  | 2  | 232 | 237 | -5  |
| 4.   | Libertad de Sunchales    | 4   | 3  | 1  | 2  | 226 | 243 | -17 |

| 20 de noviembre | Peñarol de Mar del Plata                                           | 88–85                                 | Regatas Corrientes                                                           | |  |
| 20:00           | Parciales: 27-12, 12-14, 21-30, 28-29                              | Parciales: 27-12, 12-14, 21-30, 28-29 | Parciales: 27-12, 12-14, 21-30, 28-29                                        | |  |
|                 | Estadísticas David Teague III (19) Marcos Mata (8) Marcos Mata (8) | boxscore Pts Reb Asts                 | Estadísticas Dartona Washam Jr. (24) Javier Martínez (7) Paolo Quinteros (5) | Pabellón: Estadio Obras Sanitarias Buenos Aires Árbitros: Chiti, Rodrigo y Lezcano Televisión: DirecTV Sports. |  |

| 20 de noviembre | Obras Sanitarias                                                                    | 87–74                                 | Libertad de Sunchales                                                  | |  |
| 22.10           | Parciales: 16-12, 23-16, 21-18, 27-28                                               | Parciales: 16-12, 23-16, 21-18, 27-28 | Parciales: 16-12, 23-16, 21-18, 27-28                                  | |  |
|                 | Estadísticas Juan Pedro Gutiérrez (27) Juan Pedro Gutiérrez (10) Martín Osimani (8) | boxscore Pts Reb Asts                 | Estadísticas Diego García (18) Gabriel Mikulas (8) Jonathan Treise (7) | Pabellón: Estadio Obras Sanitarias Buenos Aires Árbitros: Chiti, Rodrigo y Lezcano Televisión: DirecTV Sports. |  |

| 21 de noviembre | Libertad de Sunchales                                                   | 80–78                                 | Peñarol de Mar del Plata                                                | |  |
| 20.00           | Parciales: 11-22, 19-19, 20-21, 30-16                                   | Parciales: 11-22, 19-19, 20-21, 30-16 | Parciales: 11-22, 19-19, 20-21, 30-16                                   | |  |
|                 | Estadísticas Ricky Sánchez (17) William Graves IV (6) Ricky Sánchez (5) | boxscore Pts Reb Asts                 | Estadísticas David Teague III (24) Marcos Mata (6) Facundo Campazzo (8) | Pabellón: Estadio Obras Sanitarias Buenos Aires Árbitros: Chiti, Rodrigo y Lezcano Televisión: DirecTV Sports. |  |

| 21 de noviembre | Regatas Corrientes                                                            | 90–89                                             | Obras Sanitarias                                                                    | |  |
| 22.10           | Parciales: 10-09, 13-24, 26-23, 18-11 13-13 10-09                             | Parciales: 10-09, 13-24, 26-23, 18-11 13-13 10-09 | Parciales: 10-09, 13-24, 26-23, 18-11 13-13 10-09                                   | |  |
|                 | Estadísticas Paolo Quinteros (26) Paolo Quinteros (12) Dartona Washam Jr. (4) | boxscore Pts Reb Asts                             | Estadísticas Juan Pedro Gutiérrez (25) Juan Pedro Gutiérrez (16) Martín Osimani (4) | Pabellón: Estadio Obras Sanitarias Buenos Aires Árbitros: Alejandro Chiti, Diego Rougier y Juan Fernández. Televisión: DirecTV Sports. |  |

| 22 de noviembre | Regatas Corrientes                                                             | 78–72                                 | Libertad de Sunchales                                                   | |  |
| 20.00           | Parciales: 20-15, 18-22, 23-16, 17-19                                          | Parciales: 20-15, 18-22, 23-16, 17-19 | Parciales: 20-15, 18-22, 23-16, 17-19                                   | |  |
|                 | Estadísticas Paolo Quinteros (17) Federico Kammerichs (12) Javier Martínez (5) | boxscore Pts Reb Asts                 | Estadísticas Gabriel Mikulas (18) Gabriel Mikulas (12) Diego García (2) | Pabellón: Estadio Obras Sanitarias Buenos Aires Árbitros: Chiti, Diego Rougier y Fabricio Vito. Televisión: DirecTV Sports. |  |

| 22 de noviembre | Obras Sanitarias                                                      | 56–73                                 | Peñarol de Mar del Plata                                                    | |  |
| 22.10           | Parciales: 15-26, 06-18, 19-16, 16-13                                 | Parciales: 15-26, 06-18, 19-16, 16-13 | Parciales: 15-26, 06-18, 19-16, 16-13                                       | |  |
|                 | Estadísticas Jason Forte (17) Tyler Field (7) Alejandro Konsztadt (3) | boxscore Pts Reb Asts                 | Estadísticas Leonardo Gutiérrez (22) Thomas Terrel (8) Facundo Campazzo (5) | Pabellón: Estadio Obras Sanitarias Buenos Aires Árbitros: Chiti, Diego Rougier y Fabricio Vito. Televisión: DirecTV Sports. |  |

|  |                             |
|  | Clasificados al Final Four. |

## Final Four
El Final Four se comenzará a disputar desde el 4 hasta el 6 de diciembre como consecuencia de las semifinales, los equipos clasificados fueron el Regatas Corrientes, Peñarol de Mar del Plata, UniCEUB/BRB/Brasília y Flamengo, de Argentina y Brasil respectivamente. 
El Estadio José Jorge Contte, Corrientes, Argentina fue elegido por la ABASU para ser la sede del Final Four de la liga sudamericana.
| Pos. | Equipo                   | Pts | PJ | PG | PP | PF  | PC  | Dif |
| ---- | ------------------------ | --- | -- | -- | -- | --- | --- | --- |
| 1.   | Regatas Corrientes       | 5   | 3  | 2  | 1  | 220 | 201 | +19 |
| 2.   | UniCEUB                  | 5   | 3  | 2  | 1  | 233 | 225 | +8  |
| 3.   | Flamengo                 | 5   | 3  | 2  | 1  | 235 | 244 | -9  |
| 4.   | Peñarol de Mar del Plata | 3   | 3  | 0  | 3  | 213 | 231 | -18 |

| 4 de diciembre | Flamengo | 79–78                                 | Peñarol de Mar del Plata                                                |                                                                            |  |
| 20:00          | Parciales: 17-29, 12-20, 27-17, 23-12                                                                       | Parciales: 17-29, 12-20, 27-17, 23-12 | Parciales: 17-29, 12-20, 27-17, 23-12                                   |                                                                            |  |
|                | Estadísticas Carlos Alexandre Rodriguez (23) Carlos Alexandre Rodriguez (15) Carlos Alexandre Rodriguez (3) | boxscore Pts Reb Asts                 | Estadísticas David Teague III (18) Marcos Mata (7) Facundo Campazzo (9) | Pabellón: Estadio José Jorge Contte Corrientes Televisión: DirecTV Sports. |  |

| 4 de diciembre | Regatas Corrientes                                                               | 74–61                                 | UniCEUB                                                                                     |                                                                            |  |
| 22:10          | Parciales: 23-15, 16-14, 25-11, 10-21                                            | Parciales: 23-15, 16-14, 25-11, 10-21 | Parciales: 23-15, 16-14, 25-11, 10-21                                                       |                                                                            |  |
|                | Estadísticas Jerome Meyinsse (22) Federico Kammerichs (9) Dartona Washam Jr. (4) | boxscore Pts Reb Asts                 | Estadísticas Wellington Dos Santos (16) Wellington Dos Santos (5) Wellington Dos Santos (5) | Pabellón: Estadio José Jorge Contte Corrientes Televisión: DirecTV Sports. |  |

| 5 de diciembre | UniCEUB                                                                               | 85–74                                 | Flamengo                                                                                 |                                                                            |  |
| 20:00          | Parciales: 16-22, 23-18, 23-16, 23-18                                                 | Parciales: 16-22, 23-18, 23-16, 23-18 | Parciales: 16-22, 23-18, 23-16, 23-18                                                    |                                                                            |  |
|                | Estadísticas Guilherme Giovannoni (18) Arthur Luiz Silva (6) Welington Dos Santos (8) | boxscore Pts Reb Asts                 | Estadísticas Marcus Vinicius Souza (18) Caio Silveira Torres (11) Vítor Alves Benite (5) | Pabellón: Estadio José Jorge Contte Corrientes Televisión: DirecTV Sports. |  |

| 5 de diciembre | Peñarol de Mar del Plata                                            | 58–65                                 | Regatas Corrientes                                                             |                                                                            |  |
| 22:10          | Parciales: 18-19, 13-14, 15-15, 12-17                               | Parciales: 18-19, 13-14, 15-15, 12-17 | Parciales: 18-19, 13-14, 15-15, 12-17                                          |                                                                            |  |
|                | Estadísticas Marcos Mata (20) Marcos Mata (11) Facundo Campazzo (6) | boxscore Pts Reb Asts                 | Estadísticas Paolo Quinteros (18) Federico Kammerichs (16) Javier Martínez (7) | Pabellón: Estadio José Jorge Contte Corrientes Televisión: DirecTV Sports. |  |

| 6 de diciembre | UniCEUB                                                                              | 87–77                                 | Peñarol de Mar del Plata                                             |                                                                            |  |
| 20:00          | Parciales: 32-20, 24-25, 19-18, 12-14                                                | Parciales: 32-20, 24-25, 19-18, 12-14 | Parciales: 32-20, 24-25, 19-18, 12-14                                |                                                                            |  |
|                | Estadísticas Wellington Dos Santos (32) Alirio Alvez De Souza (7) Ribeiro Garcia (5) | boxscore Pts Reb Asts                 | Estadísticas Facundo Campazzo (28) Marcos Mata (5) Matías Ibarra (3) | Pabellón: Estadio José Jorge Contte Corrientes Televisión: DirecTV Sports. |  |

| 6 de diciembre | Regatas Corrientes                                                            | 81–82                                 | Flamengo                                                                             |                                                                            |  |
| 22:10          | Parciales: 20-18, 17-17, 21-26, 23-21                                         | Parciales: 20-18, 17-17, 21-26, 23-21 | Parciales: 20-18, 17-17, 21-26, 23-21                                                |                                                                            |  |
|                | Estadísticas Paolo Quinteros (24) Federico Kammerichs (9) Javier Martínez (4) | boxscore Pts Reb Asts                 | Estadísticas Vítor Alves Benite (21) Caio Silveira Torres (8) Vítor Alves Benite (4) | Pabellón: Estadio José Jorge Contte Corrientes Televisión: DirecTV Sports. |  |

| Campeón Club de Regatas Corrientes |
| Segundo título                     |